# Lapu-Lapu
Lapu-Lapu, bei Antonio Pigafetta Cilapulapu sowie in visayanischen Legenden Kulapo und Kali Pulaku, in anderer Schreibweise Kaliph Pulaka (* um 1484; † vermutl. 1564), war Datu der Insel Mata-an, heute Mactan und der erste historische Nationalheld der Philippinen. In der Schlacht von Mactan am 27. April 1521 tötete er den unter spanischer Flagge segelnden portugiesischen Seefahrer und Eroberer Ferdinand Magellan und verhinderte mit dessen Niederlage einen ersten Versuch der Kolonisation des heute Philippinen genannten Archipels.

## Name

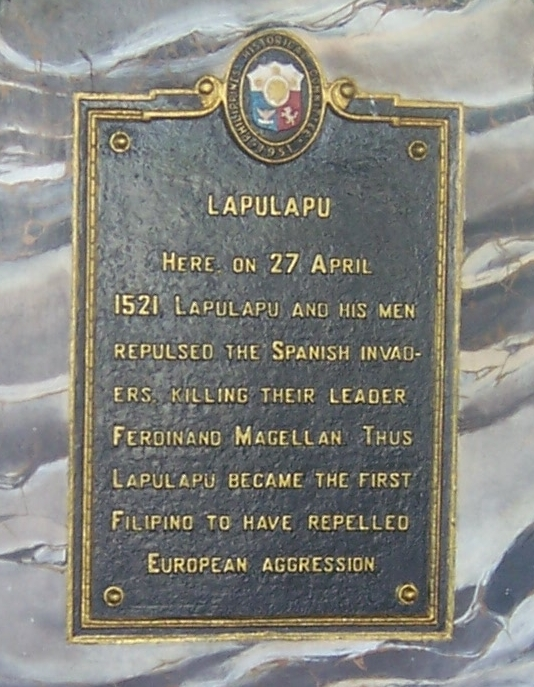
Hier schlugen Lapulapu und seine Männer am 27. April 1521 die spanischen Invasoren zurück und töteten ihren Anführer Ferdinand Magellan. Damit war Lapulapu der erste Filipino, der die europäische Aggression abgewehrt hat. (englische Inschrift beim Lapu-Lapu-Denkmal auf Mactan)

Mit Cilapulapu überlieferte Antonio Pigafetta den Namen des Kontrahenten Ferdinand Magellans und späteren Siegers der Schlacht von Mactan:

„In der Nähe der Insel Zubu liegt eine andere, Matan, die (mit Zubu) den Hafen bildete, wo unsere Schiffe ankerten […] Der Hauptort derselben heisst ebenfalls Matan, die Häuptlinge Zula und Cilapulapu.“

Die Vorsilbe Ci bietet Geschichts- und Sprachwissenschaftlern bis heute ein Podium der Kontroversen. Geht die eine Seite davon aus, es handle sich um den in malaiischen Sprachen allgemein üblichen personifizierenden Artikel si, vertritt die Gegenseite die Meinung, das dem Namen vorangestellte Ci beziehe sich auf das dem Sanskrit entstammende Sri und bezeichne eine ehrenhafte Person. Nun benannte Antonio Pigafetta in seinen Aufzeichnungen jedoch eine Reihe von Oberhäuptern, von denen einige mit dem Präfix Ci versehen wurden und andere nicht:

„Es finden sich auf dieser Insel mehrere Dörfer und in jedem derselben einige angesehene Personen, ihre sogenannten Häupter. Ich zähle die Namen der Dörfer und der Häuptlinge eines jeden auf: Cinghapola und dessen Häuptlinge Cilaton, Ciguibucan, Cimaningha, Cimatikat, Cicambul; Mandaui und sein Chef Aponoan; Lalen mit Teteu als Oberhaupt; Lulutan, das zum Häuptling Tapan hat; Lubucun, dessen Häuptling Cilumai ist.“

William Henry Scott (1921–1993), einer der führenden Historiker für präkoloniale philippinische Geschichte, vermerkte in einem 1994 von der Universität Ateneo de Manila posthum herausgegebenen Text:

„Ein Wort für einen übergeordneten Datu existierte nicht, obwohl jene, als primus inter pares (Erster unter Ranggleichen) anerkannte Führer mit ‚pangulo‘, Oberhaupt, bezeichnet wurden […] Wer einen Seehafen mit Außenhandel kontrollierte, übernahm im allgemeinen die Malaiischen, aus dem Sanskrit stammenden Titel Rajah (Herrscher), Batara (Edler Herr) oder Sarripada (Eure Hoheit). Magellan traf drei mit Rajah titulierte Oberhäupter: Awi von Butuan, Kolambu (auch Kalambu) von Limasawa und Humab-on von Cebu – ein Titel, den die Spanier stets mit ‚König‘ übersetzten, obwohl Magellan, wenn auch zu spät, erkannte, daß sie weder Königreiche noch Macht über andere Datus besaßen. Sarripada oder seine Varianten Salipada, Sipad und Paduka kommen von Sanskrit ‚Sri Paduka‘ und wurde von Humab-on und zumindest drei Zeitgenossen, Kabungsuwans Sohn Makaalang von Maguindanao, Dailisan von Panglao und dem Sultan von Brunei, benutzt.“

In den Legenden Cebus wird erzählt, Datu Mangal, Oberhaupt der Insel Mactan, habe seinen erstgeborenen Sohn nach dem großen, rötlichen Raubfisch Pula-Pula benannt, der älteren Einwohnern Cebus und Mactans unter dem Namen Pugapo geläufig ist. Lapu-Lapus Mutter jedoch, Mataunas, mochte sich mit diesem Vorschlag nicht anfreunden, und da das Recht der Namensgebung in jenen Jahren bei den Müttern lag, verkehrte sie die Silben bis schließlich Lapu-Lapu – daraus entstand: Pula-Pula-pulapu-Lapu-Lapu. Mag es nun so gewesen sein oder nicht, Mataunas hat der Nachwelt ein Rätsel hinterlassen, dessen Auflösung Kopfzerbrechen bereitet: Eine klare etymologische Deutung seines Namens.
Der Ursprung des Wortspiels Pulapula bezeichnet einen nicht ungefährlichen Seebarsch bzw. eine Meerbrasse, ein rötlicher, bis zu einem halben Meter langer Raubfisch, der sich bevorzugt in felsigen Seegründen und in Riffhöhlen aufhält und wegen seiner Angriffslust gefürchtet ist. Pulapula, durch verdoppeln des Wortes „pula“, rot, eine sogenannte Diminutivform, lässt sich mit „kleiner Roter“ übersetzen. Im Zusammenhang mit Lapu-Lapu jedoch gestaltet sich das größere, bis zu zwei Meter lange Exemplar als interessanter: Denn diesen riesigen Verwandten des Pulapula rufen die einheimischen Fischer, je nach Dialekt, Kulapu (kula-po), Korapo oder Kugtung. Die beiden Worte „kulapo“ und „korapo“ fallen linguistisch zusammen. Bedeutend an ihnen jedoch ist die Endung „lapu“ bzw. „lapo“, die darauf hinweist, dass „lapulapu“ eine Verkleinerungsform ebendieses Begriffes „kulapu“ sein dürfte.
In der Deklaration der ersten philippinischen Unabhängigkeit vom 12. Juni 1898, bezeichneten die Verfasser den Helden von Mactan nicht als Lapu-Lapu, sondern als Kalipulaku. Auffallend ist, dass die drei letzten Silben des Namens umgestellt wiederum Kulapu ergeben. Dazu und im Zusammenhang mit dem oben beschriebenen Fisch konstatierte der Historiker Luis Camara Dery in einem Brief vom 6. Januar 2001:

„Ich vermute die Bezeichnung Lapu-Lapu ist ein bansag, ein üblicher Brauch unter Filipinos, eine Person bezüglich eines hervorstechenden körperlichen Merkmales zu benennen. Der Lapu-Lapu ist ein Fisch mit sehr kleinen Schuppen. Daher ist es durchaus möglich, daß der Kalipulaku an einer bestimmten Art von Hautkrankheit litt, die durch Kratzen ein schuppiges Aussehen hervorruft und ihm den Namen Lapu-Lapu einbrachte.“

## Familie und Leben
Lapu-Lapu wurde vermutlich um 1484 auf Mactan geboren. Er war der Sohn von Mangal und Mataunas, die noch einem zweiten Kind, ihrer Tochter Malingin, das Leben schenkte. Sein Vater hatte der Tradierung nach wenigstens einen Bruder, Bantug-lumay, seinerseits Vater des Rajah Humab-on von Cebu. Laut den bekannten, mitunter divergierenden mündlichen Überlieferungen soll Lapu-Lapu 27, 33 oder 37 Jahre alt gewesen sein, als er dem Unterwerfungs-Angriff Ferdinand Magellans entgegentrat. Die beiden ersten Altersangaben lassen sich mit zwei recht überzeugenden Argumenten widerlegen: Lapu-Lapus Eheschließung mit der Tochter Rajah Kusgans von Olanggho und dem Todesjahr seines Vaters Mangal. Denn die Legenden sind sich darin einig, dass Lapu-Lapu eine Ehe und die daraus resultierende Familiengründung erst einging, als er Oberhaupt von Mactan geworden war – und auch diesen Zeitpunkt nennen die ansonsten widersprüchlichen Geschichten übereinstimmend. Lapu-Lapu trat im Alter von 21 Jahren die Nachfolge seines Vaters an, nachdem dieser 1505 im Kampf gegen chinesische Piraten gefallen war.
Ginés de Mafra, der einzige spanische Matrose der 1521 gescheiterten Magellanfahrt, der 1543 mit der Ruy-López-de-Villalobos-Expedition ein zweites Mal auf den Archipel zurückkehrte, erwähnte in seinen Reiseaufzeichnungen eine Schwester Lapu-Lapus, Malingin und deren Tochter Ming-Ming, jene am 14. April 1521 zu Johanna getaufte Königin und sehr junge Ehefrau Humab-ons. Somit stand das Oberhaupt Cebus, Humab-on, in einem zweifachen Verhältnis zu Lapu-Lapu. Zum einen als sein Cousin – er war der Sohn Bantug-lumays, des Bruders Mangals – zum anderen als Schwager durch seine Ehe mit Lapu-Lapus Nichte Ming-Ming. Der Richtigkeit um die familiären Bande Hu-mab-ons und Lapu-Lapus leistet der bereits zitierte Ginés de Mafra mit seiner Aussage Vorschub, die Rajahs von Butuan, Limasawa und Mactan seien mit Humab-on verwandt. Die beiden spanischen Begriffe „emparentado“, verschwägert, und „parentela“, verwandt, lassen sich ganz klar unterscheiden und Mafra meint „parentela“.
Der mündlichen Tradition folgend, heiratete Lapu-Lapu die schöne Bulakna, Tochter Rajah Kusgans von Olanggho. Ein anderer Name als Bulakna ist nicht überliefert. Ihren Bund mit Lapu-Lapu schloss die junge Frau nach 1521. Das Paar schenkte zwei Kindern das Leben, ihrem Sohn Sawile und ihrer Tochter Katahuman. Noch heute leben auf Mactan einige Familien, die ihre Herkunft auf das Geschlecht Lapu-Lapus zurückführen: Baring, Malingin, Pagobo, Paquebot und Pinuti.
Lapu-Lapus Kindheit und Jugend bleiben im Dunkel der Geschichte. Zeitgenössische, schriftliche Aufzeichnungen existieren nicht, die mündlichen Überlieferungen verknüpfen Wahrheit, Mythos und Legende untrennbar miteinander und bedecken die darin verborgenen, möglichen historischen Tatsachen. Davon ausgenommen zeigen sich die recht einheitlichen Tradierungen der Kampfkunst Lapu-Lapus.

## Kampfkunst
Zweifellos ist Lapu-Lapu der erste historisch belegte Filipino und Meister jener Kampftechniken, die in der Gegenwart weltweit als philippinische Kampfkünste praktiziert werden. Dies bezeugte Juan Sebastián Elcano, jener Kapitän, dem es nach dem Ableben Ferdinand Magellans gelang, das letzte verbliebene Schiff der Expedition, die Victoria, heim nach Spanien zu bringen und damit die von Magellan begonnene erste Weltumsegelung zu vollenden. „Nahebei lag eine Insel namens Mat-an, deren König als ein großartiger Mann der Kriegskünste hochgeschätzt und der machtvoller als all seine Nachbarn war.“.
Die recht einheitlichen mündlichen Erzählungen berichten, Lapu-Lapu sei bereits in seiner frühen Kindheit zunächst von seinem Vater Mangal, später dann von ausgesuchten Lehrern in den Kampfkünsten unterrichtet worden. Zu diesen gehörten Sugpu-baha von Pusok, Mangtas von Buayan, Bugto-pasan von Tumoy, Bali-alho von Maribago, Eminging von Agus, Tindak-bukid von Marigondon und Umindig von Ibabaw. Sugpu-baha, so die Überlieferung, unterrichtete Lapu-Lapu in Kraft und Ausdauer und der Handhabung des Speers, Mangtas leitete ihn im Stock- und Messerkampf an, Bugto-pasan im Umgang mit Pfeil und Bogen. Bali-alho lehrte ihn die tödlichen Manöver des Reismörsers, Eminging die Techniken des Kampilan und Tindak-bukid den Faust- und Fußkampf. Umindig schließlich zeigte ihm die wendigen Bewegungen des Ringkampfes. „Die Namen der Lehrer Lapu-Lapus“, so erwähnt Peter Miñoza in seiner wissenschaftlichen Arbeit über die philippinischen Kampfkünste, „obwohl den Gepflogenheiten der damaligen Namengebung entsprechend, müssen mythologisch und nicht historisch betrachtet werden.“
Während des 16. Jahrhunderts wurden auf den Inseln Cebu und Mactan zwei Kampfsysteme, Pangamut und Pang-olisi, praktiziert. In einem Gespräch mit Edgar G. Sulite führte Großmeister Eulogio Cañete Ende der 80er Jahre aus:

„Auf Cebu waren zwei vorherrschende Stile gebräuchlich. Der Stil des Rajah Humab-on, mit vier Schlägen und einem Stich, Pang-olisi genannt, und der Stil des Lapu-Lapu, dem Herrn von Mactan, mit sechs Schlägen und zwei Stichen, der als Pangamut bekannt war. Wir folgten dem wirksameren System von Lapu-Lapu.“

Großmeister Dionisio Cañete, eine der gegenwärtig herausragenden Persönlichkeiten der philippinischen Kampfkünste und Vertreter des Doce Pares, schrieb in seinem Buch: „Der erste bekannte philippinische Held, Lapu-Lapu, wird als einer der ersten Meister des Arnis betrachtet, das im einheimischen Dialekt seiner Zeit als Pangamut bezeichnet wurde.“
Pang-olisi, von paggamit nga olisi, „kunstfertiger Stockgebrauch“, beschreibt unzweideutig seine Hauptwaffe, den Stock. Dennoch dürften auch hier das Schwert und der Speer benutzt worden sein. Pangamut hingegen, von paggamit nga kamut, „kunstfertiger Gebrauch der Hände“, schien, wie sein Name impliziert, ein komplexeres System gewesen zu sein, bei dem neben den Waffen Schwert, Dolch, Speer und Stock wohl auch der Faust-, Fuß- und Ringkampf unterrichtet wurde. „Leider sind Edgar Sulites schriftlich festgehaltenes Gespräch mit Eulogio Cañete und Dionisio Cañetes Buch die einzigen gedruckten Quellen über diese Kampfkunst. […] Sie erwecken den Verdacht – zumindest namentlich – nicht authentisch zu sein.“
Der Vater des Modern Arnis, Remy Amador Presas, notierte in diesem Zusammenhang eine gänzlich andere Bezeichnung: „Die Ibanag pflegten ihr Pagkalikali, die Pangasinen ihr Kalirongan, die Bisayan ihr Kinaadman […] und die Pampangeño ihr Sinawali.“
„Mit Kinaadman, Weisheit, lässt sich ein Oberbegriff für Kampfkunst erschließen, der in den Visayas früherer Zeiten“, so Peter Miñoza in Von Kali zu Eskrima, „allgemeine Gültigkeit hatte. Doch allein auf Cebu lassen sich rasch mehrere Benennungen einst praktizierter Stile oder Systeme in den einzelnen Regionen ermitteln, so dass es zweifelhaft erscheint, einen Terminus ausfindig zu machen, der überall in den Visayas Geltung besaß.“
Der Kampfstil des Lapu-Lapu bleibt letzten Endes nicht ermittelbar. Anhand der seit Jahrhunderten weitergegebenen Kunstfertigkeiten und Techniken wie zugleich den Aufzeichnungen und Beobachtungen spanischer Missionare, Chronisten und Soldaten lassen sich die praktischen Inhalte der Kampfkünste jener Zeit jedoch bis in die Gegenwart nachvollziehen.

## Wirken
Don Vicente Gullas beschrieb Lapu-Lapu als „eine Persönlichkeit dieser Welt, gesegnet vom Glück, begünstigt von den Sternen; der Riese, der erfüllende Nährboden des alten Cebu; der Staatsmann und machtvolle Häuptling, Meister der Athleten des philippinischen Altertums, eine Schicksalsgestalt der Welt. Er war bedeutend, denn seine Eltern erzogen ihn, bedeutend zu sein, gerüstet mit Selbstdisziplin, Tugend, staatsmännischem Charakter, körperlicher Stärke und moralischer Aufrichtigkeit.“ Der Historiker Domingo M. Estabaya notierte: „Lapulapu ist eine der bedeutendsten Figuren unserer Geschichte. Er sollte als der logische Begründer unseres Landes betrachtet werden“.
Derart ruhmvolle wie pathetische Worte hatten lange auf sich warten lassen. Über die Unabhängigkeitserklärung der Philippinen hinaus (am 12. Juni 1898 von der Kolonialherrschaft Spaniens, am 4. Juli 1946 von den USA), bedurfte es mehr als 400 Jahre. In den Geschichtswerken der Philippinen blieb Lapu-Lapu unerwähnt; spanische Aufzeichnungen bestimmten die Geschichtsschreibung des Landes. In Europa und Amerika blieb er völlig unbekannt. Noch 1938 schrieb der bedeutende österreichische Schriftsteller Stefan Zweig:

„Einem Admiral des Kaisers beider Welten scheint es unter seiner Würde, gegen einen solchen braunen Lümmel, der keine ungeflickte Matte in seiner dreckigen Hütte hat, eine ganze Armee ins Feld zu schicken und mit Übermacht gegen ein solches jämmerliches Pack von Insulanern zu kämpfen. […] Auf derart sinnlose Weise endet im höchsten und herrlichsten Augenblicke der Erfüllung der größte Seefahrer der Geschichte in einem kläglichen Geplänkel mit einer nackten Insulanerhorde - ein Genius, der wie Próspero die Elemente gemeistert, der alle Stürme und Menschen bezwungen, wird gefällt durch ein lächerliches Menscheninsekt Silapulapu! […] Niemand weiß, was jene jämmerlichen Wilden mit der Leiche Magellans dann getan, welchem Element sie sein Sterbliches zurückgegeben, ob dem Feuer, der Flut, der Erde oder der zehrenden Luft.“

Tatsächlich blieb Lapu-Lapu außenpolitisch eine unbedeutende Figur in der philippinischen Geschichte. Er mochte über 1521 hinaus seine Position durch Heirat und geschickte Bündnisse gestärkt haben, doch es blieb der Umstand, dass Mactan eine Insel ohne eigenen Hafen war und für die Händler aus Luzon, Borneo oder China wirtschaftlich uninteressant blieb. Die Geschäfte, der Handel, der Austausch von Waren, Sklaven und Informationen, fanden auf Cebu statt. Lapu-Lapus einzige herausragende Tat blieb, die Inseln vor einer frühzeitigen Kolonisation Spaniens bewahrt zu haben.